# Bromma och Lövlund
Bromma och Lövlund  är en tidigare småort i  Össeby-Garns socken i östra delen av Vallentuna kommun. Småorten omfattade bebyggelse i Bromma och Lövlund belägna väster om Ekskogen och Älgeby, cirka 17 kilometer nordväst om Vallentuna.
SCB räknade Bromma och Lövlund som en småort vid avgränsningarna år 2000 och 2005 men vid avgränsningen 2010 fanns det här färre än 50 invånare och därefter existerar ingen bebyggelseenhet med detta namn.